# Dariusz Zbigniew Cherubin
Dariusz Zbigniew Cherubin (ur. 1957 w Warszawie) – działacz opozycji demokratycznej w PRL, kolporter wydawnictw drugiego obiegu, redaktor pism NZS i „Niepodległości”, odznaczony Krzyżem Wolności i Solidarności.

## Życiorys
W 1980 roku rozpoczął studia na Wydziale Historycznym Uniwersytetu Warszawskiego i przystąpił do Niezależnego Zrzeszenia Studentów. W latach 1980–1981 uczestniczył w protestach studenckich na UW, solidarnościowych m.in. z studentami Wyższej Szkoły Inżynierskiej w Radomiu i WSO Pożarnictwa w Warszawie.
W 1982 roku rozpoczął kolportaż wydawnictwa NZS‑owskiego „Druk”. W latach 1983–1989 działał w organizacji „Niepodległość”, współtworzył i rozpowszechniał druk konspiracyjny („Niepodległość”, „ABC”, „Głos”, „Tygodnik Mazowsze”, książki z oficyn „Krąg” i „Nova”). Od 1984 roku był członkiem warszawskiego oddziału Liberalno‑Demokratycznej Partii „Niepodległość” (L‑DP„N”), organizując jej spotkania krajowe i zagraniczne.
W 1986 roku wszedł do redakcji pisma „Orientacja na Prawo”, a od grudnia 1987 do 1989 roku pełnił funkcję redaktora naczelnego. W 1988 roku wstąpił do Rady Politycznej L‑DP„N” i uczestniczył w konferencji w Heidelbergu.

## Odznaczenia
- 2023 – Krzyż Wolności i Solidarności – w uznaniu działalności opozycyjnej w PRL[2].